# In the Fall of '64
In the Fall of '64 est un film muet américain réalisé par Francis Ford et sorti en 1914.

## Fiche technique
- Réalisation : Francis Ford
- Scénario : Jack Cunningham, d'après une histoire de Grace Cunard
- Durée : 20 minutes
- Date de sortie : États-Unis : 3 février 1914

## Distribution
- Francis Ford : Capitaine Ford
- Grace Cunard : Virginia
- Harry Schumm